# Икринский сельсовет
Икринский сельсовет  — административно-территориальная единица и муниципальное образование со статусом сельского поселения в Курахском районе Дагестана Российской Федерации.
Административный центр — село Икра.

## Население
| 2002  | 2010  | 2012  | 2013  | 2014  | 2015  | 2016  |
| ----- | ----- | ----- | ----- | ----- | ----- | ----- |
| 1875  | ↗1960 | ↗1966 | ↗1967 | ↘1946 | ↗1949 | ↘1938 |
| 2017  | 2018  | 2019  | 2020  | 2021  | 2023  | 2024  |
| ↘1937 | ↘1930 | ↘1913 | ↘1893 | ↗1952 | ↘1940 | ↘1936 |
| 2025  |       |       |       |       |       |       |
| ↘1918 |       |       |       |       |       |       |

## Состав
| № | Населённый пункт | Тип населённого пункта       | Население |
| - | ---------------- | ---------------------------- | --------- |
| 1 | Бахцуг           | село                         | ↘89       |
| 2 | Икра             | село, административный центр | ↗1717     |
| 3 | Ругун            | село                         | ↘122      |
| 4 | Сараг            | село                         | ↘24       |